# Dunkeld
Dunkeld (in scozzese Dunkell, in lingua gaelica scozzese Dùn Chailleann) è una piccola cittadina in Scozia, a pochi chilometri da Perth.
Dunkeld attribuisce la propria fondazione ad un personaggio mitico, Caustantin di Fergus, antico re dei Pitti.

## Storia antica
Il nome in gaelico scozzese, Dùn Chailleann, significa Forte dei Caledoni. Con la parola 'Forte' si vuole intendere presumibilmente il 'Blair Castle', che fu la casa e la fortezza dei Conti e dei Duchi di Atholl per oltre 725 anni.
I Caledoni erano a loro volta un gruppo di tribù appartenente alla popolazione dei pitti, una popolazione preceltica dell'Età del ferro a cui si attribuisce il mitico fondatore della città. In realtà questa fondazione potrebbe attribuirsi a motivi religiosi.
Nel Museo della Cattedrale, tra i vari manufatti risalenti agli anni della fondazione della città, è possibile vedere una campana celtica fatta a mano nel bronzo.
La maggior parte della storia di Dunkeld è scritta nel monastero e nella cattedrale della città. Il monastero fu saccheggiato dai vichinghi danesi che avevano risalito il fiume Tay nel 903. Nonostante questa vicenda, il monastero ha continuato a prosperare sino all'XI secolo, quando l'abate Crinán di Dunkeld è diventato il progenitore dei Re di Scozia sposando una delle figlie di Mael Coluim Mac Cinàeda.

## Medioevo
Dunkeld riacquistò importanza con Alessandro I, re di Scozia dal 1107 al 1124. Tra il 1183 e il 1189 la diocesi di Argyll fu separata da quella di Dunkeld che, originalmente, si estendeva fino a toccare la costa occidentale della Scozia.
Nei 300 anni che seguirono, la diocesi di Dunkeld arrivò a comprendere oltre sessanta chiese parrocchiali. La cattedrale della città venne però spogliata di tutti i suoi beni più preziosi nella seconda metà del XVI secolo. La navata e il portico sono rimasti senza copertura sin dal XVII secolo e tutt'oggi una parte della cattedrale è avvinta dalla vegetazione.

## La battaglia di Dunkeld
La maggior parte della città originale fu distrutta durante la battaglia di Dunkeld nell'agosto 1689. La battaglia fu combattuta tra il clan dei giacobiti che sostenevano il re Giacomo VII di Scozia e l'esercito di Guglielmo d'Orange. Sulle pareti della cattedrale sono ancora visibili i segni dei proiettili dei moschetti.

## La cattedrale e la storia religiosa

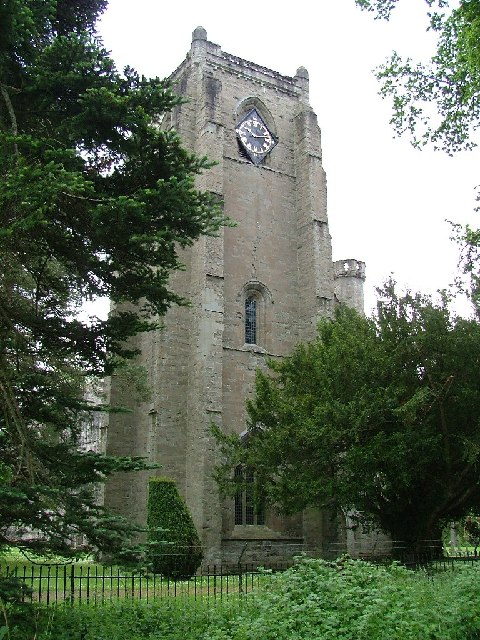
La torre della cattedrale di Dunkeld.

La cattedrale di Dunkeld è un luogo di culto della Chiesa di Scozia ed è consacrata a san Colomba di Scozia. 

La costruzione fu iniziata nel 1260 e terminata nel 1501 ed attualmente porta la denominazione di cattedrale pur non essendo più sede vescovile della diocesi di Dunkeld. 

Tra le sepolture di persone importanti vi è quella di Alessandro Stuart.

## Struttura della città

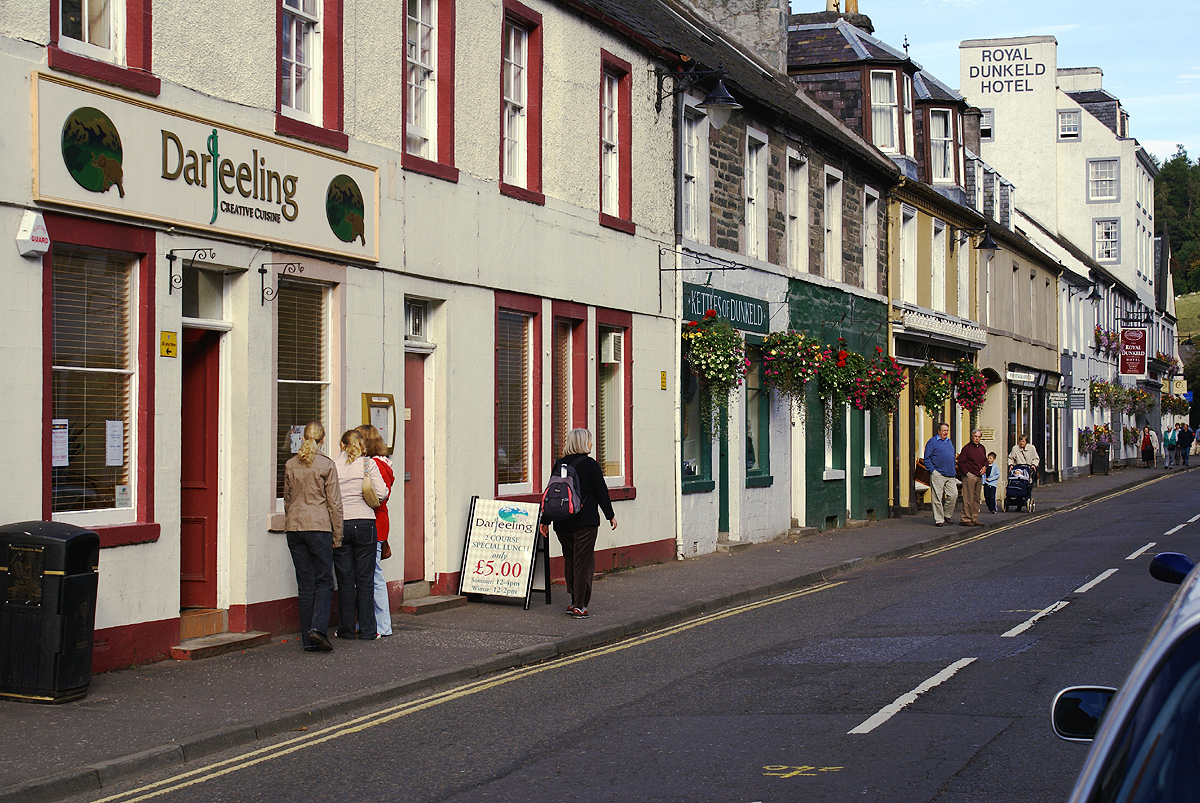
La strada principale di Dunkeld

In seguito alla Battaglia di Dunkeld la città è stata ricostruita completamente ed è attualmente una delle città del XVIII secolo più complete in Scozia.
La maggior parte delle strutture originali sono state restaurate dal National Trust for Scotland.
La disposizione delle strade della parte antica della città si sviluppa in maniera parallela al fiume Tay e presenta una forma a Y. Questo particolare tipo di accordo comprende una singola strada principale (Brae Street/High Street) che va ad intersecarsi nella piazza del mercato, al centro della quale si trova la fontana memoriale di Atholl che fu costruita in onore di George Murray.
Nonostante la struttura della città sia rimasta pressoché invariata dalla ricostruzione dopo la guerra, essa è stata alterata radicalmente dalla costruzione di un ponte di pietra sul fiume Tay.

## Punti turistici e riserve

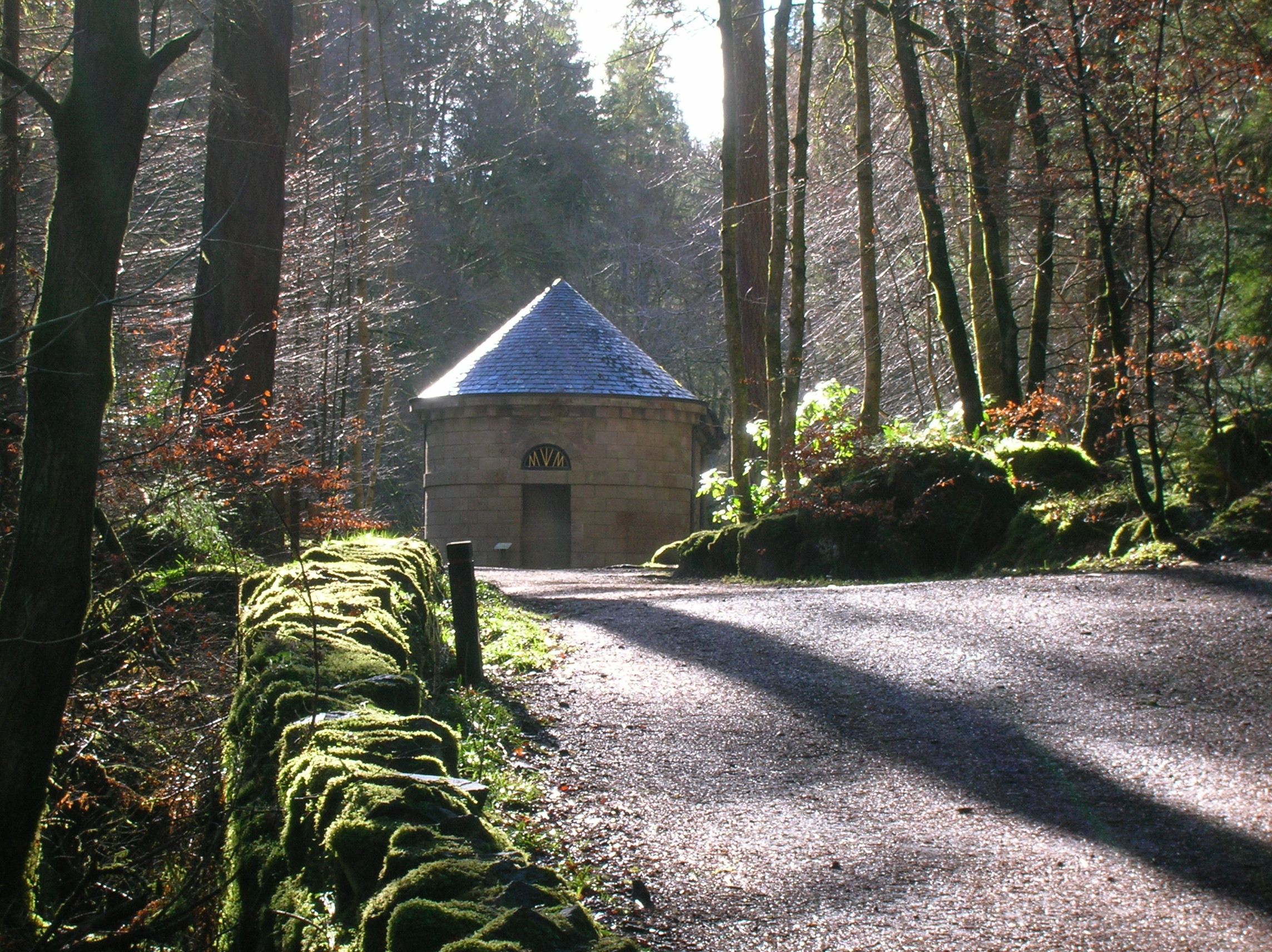
La sala di Ossian che si trova nella foresta Craigvinean, nei pressi di Dunkeld.

La città di Dunkeld è situata in una zona della Scozia resa famosa dalla grandezza degli alberi che vi si trovano. La campagna che si trova attorno alla città è divenuta celebre dopo le parole di Shakespeare nella sua tragedia il Macbeth.
Al lato nord-est di Dunkeld si trova la riserva naturale di Loch of the Lowes che è divenuta una delle principali mete turistiche della zona. Questa riserva è attualmente considerata la principale attrazione di Dunkeld secondo molte classifiche popolari, mentre altri punti consigliati per i turisti sono la cattedrale di Dunkeld e il Muro di Ossian.

## Hilton Dunkeld House
Uno dei luoghi più caratteristici di Dunkeld è l'Hilton Dunkeld House & Country Club, che ha sede in una residenza estiva costruita da George Murray. Tale luogo racchiude una grande importanza storica e artistica. Infatti è la sede del memoriale di Beatrix Potter, la quale trascorse molto tempo scrivendo là. Il primo libro di Potter è stato scritto nella Hilton Dunkeld House.

## L'unità di misura

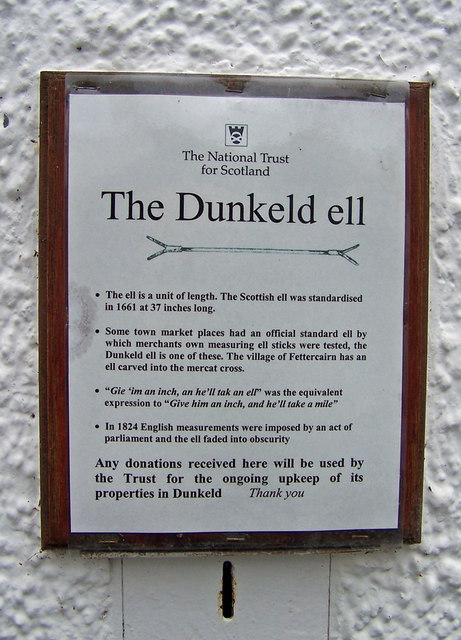
Sull'unità di misura

Una particolare unità di misura scozzese è il braccio (ell in lingua originale), un'unità arcaica rimpiazzata quasi completamente dalle unità di misura standard comuni nel Regno Unito.
Tale unità di misura fu istituita nel 1661 e corrisponde ad una lunghezza di 37 inches, ovvero circa 94 centimetri.
Dunkeld custodisce uno strumento metrico che corrisponde al "braccio scozzese"; tale unità di misura veniva adoperata per misurare stoffe e altre materie prime ed è ancora di uso comune, nonostante la Scozia abbia adottato il Sistema internazionale di unità di misura.